# Need To
«Need To» es una canción compuesta y grabada por la banda estadounidense de nu metal Korn para su álbum debut homónimo. Fue lanzado como el segundo sencillo del álbum en abril de 1995.

## Música y estructura
La canción contiene elementos de una antigua canción de la banda llamada «Alive», que apareció en su demo, Neidermayer's Mind. «Alive» finalmente fue regrabada para el sexto álbum de estudio de la banda, Take a Look in the Mirror.

## Concepto
Jonathan Davis describió a la canción de esta manera:

"Need To" cuenta la relación con alguien a quien amas mucho, pero que tienes temor de tener un trato más cercano, porque eres tan paranoico que piensas que puede dejar de amarte.
You pull me closer, I push you away,
You tell me it's okay, I can't help but feel the pain.

Estaba acostumbrado a ser usado por la gente que amaba y que en cualquier futura relación sentiría lo mismo. Cada vez que pensaba que me estaba vinculando demasiado con ellas, la alejaba.

## Lista de canciones
Promocional para Estados Unidos
- CD5" ESK 6981[3]

1. "Need To" (Radio edit) – 4:02